# Henry E. Brown

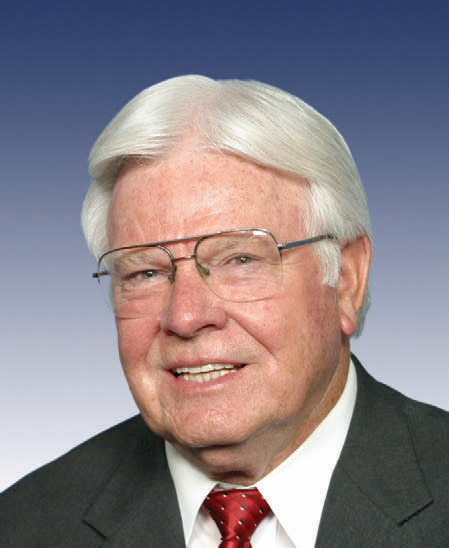
Henry E. Brown

Henry Edward Brown, Jr., född 20 december 1935 i Bishopville, South Carolina, är en amerikansk republikansk politiker. Han representerade delstaten South Carolinas första distrikt i USA:s representanthus 2001–2011.
Brown studerade vid Baptist College (numera Charleston Southern University) och därefter vid militärhögskolan The Citadel.
Kongressledamoten Mark Sanford kandiderade inte till omval i kongressvalet 2000. Brown vann valet och efterträdde Sanford som kongressledamot i januari 2001. Han omvaldes fyra gånger och efterträddes 2011 som kongressledamot av Tim Scott.
Brown är medlem av en församling som hör till Southern Baptist Convention.